# Sittendorf (Gemeinde Wienerwald)

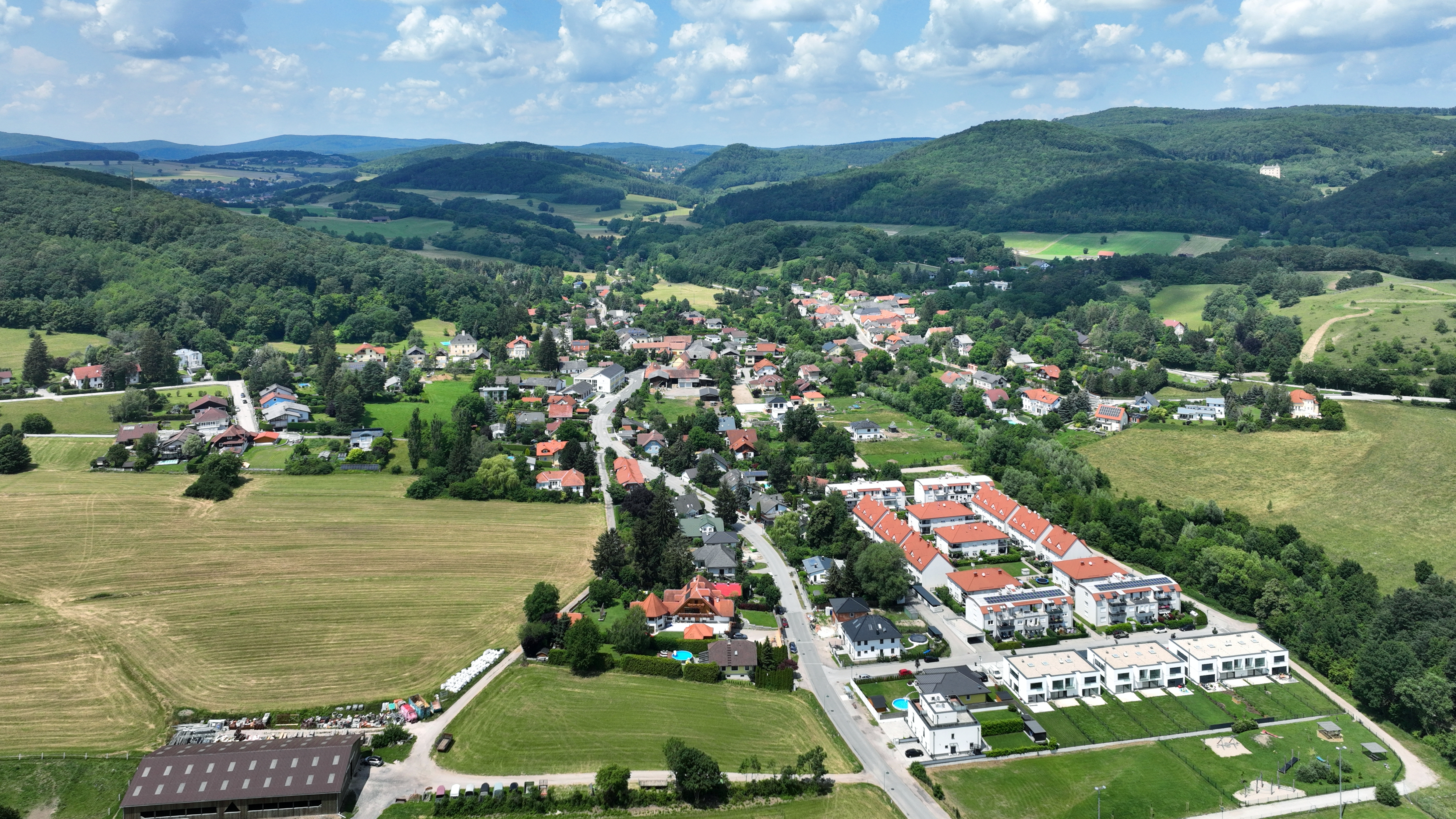
Südostansicht von Sittendorf

Sittendorf ist ein Dorf und eine Katastralgemeinde in der Gemeinde Wienerwald im Bezirk Mödling in Niederösterreich.

## Lage
Das Straßendorf nordöstlich von Heiligenkreuz liegt in der Talsenke des Mödlinger Wildbaches.

## Verbauung
Es gibt einige Haken- und Dreiseithöfe, überwiegend neuere Einfamilienhäuser, und einige historische Villenbauten.

## Öffentliche Einrichtungen
In Sittendorf befindet sich eine Volksschule.

## Geschichte
Der Ort wurde 1114 urkundlich als Rupertus de Sickendorf genannt. Laut Adressbuch von Österreich waren im Jahr 1938 in der Ortsgemeinde Sittendorf ein Bäcker, ein Elektrotechniker, ein Friseur, fünf Gastwirte, zwei Gemischtwarenhändler, eine Hebamme, zwei Holzhändler, drei Milchhändler, ein Müller, ein Schmied, ein Schuster, ein Wagner und ein Landwirt mit Direktvertrieb ansässig.
Im Jahr 1888 wurde die Freiwillige Feuerwehr Sittendorf gegründet. 1896 erfolgte schließlich der Bau des Feuerlösch- und Requisitenhauses, den die Gemeinde Sittendorf finanzierte.
In Zeiten des Nationalsozialismus in Österreich wurden in Sittendorf Bauarbeiter, und später Zwangsarbeiter, in einem eigens eingerichteten Lager zum Bau der Wiener Außenring Autobahn untergebracht. Heute erinnert eine Gedenktafel an der Heiligenkreuzerstraße vor Füllenberg daran.

## Kultur und Sehenswürdigkeiten
- Burg Wildegg

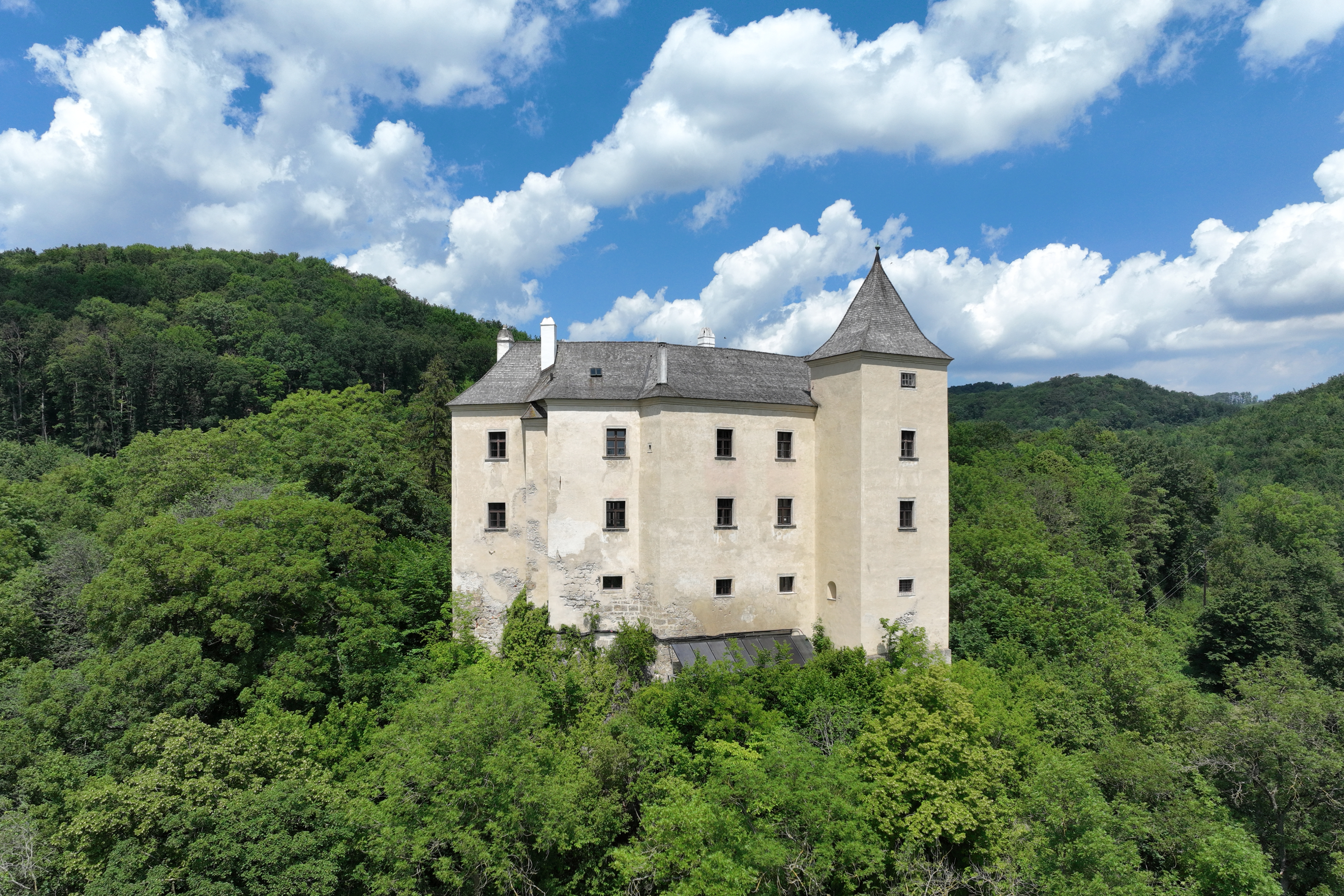
Burg Wildegg

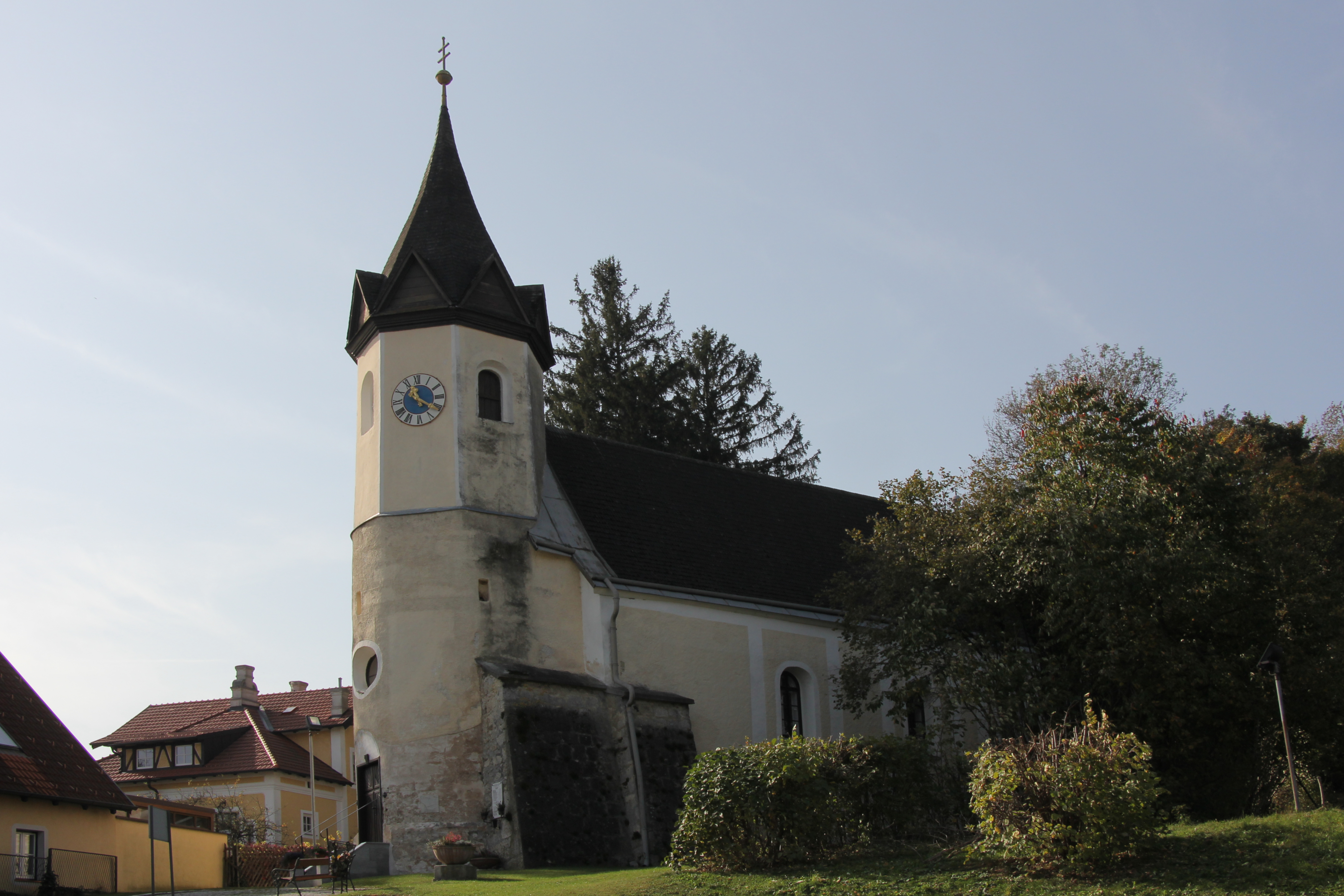
Pfarrkirche Sittendorf

- Katholische Pfarrkirche Sittendorf hl. Johannes der Täufer
- Pfarrhof Sittendorf
- Bildstock Hl. Maria im Walde